# Paul Baskerville
Pour les articles homonymes, voir Baskerville.
Paul Baskerville, né le 3 mars 1961, est un disc-jockey (DJ) de radio anglais sur la station de radio allemande Norddeutscher Rundfunk (NDR).
En 2019, il a gagné en popularité internationale pour avoir été un temps soupçonné d'avoir diffusé The Most Mysterious Song on the Internet dans son émission au début des années 1980, une théorie qui a finalement été abandonnée.

## Biographie
Paul Baskerville est né et grandit à Manchester. Adolescent, il a rejoint le groupe punk The Limit. Il a déménagé en Allemagne en 1980. Au début, il travaille pour Karstadt. Il commence à travailler pour NDR en 1981 avec des chroniques sur la musique d'Angleterre et surtout de Manchester. En 1982, il obtient sa première émission hebdomadaire, Musik für junge Leute,, qu’il anime tous les jeudis de 13 h 20 à 14 h 30. Il anime également les émissions No Wave,, Kopfhörer, et Offbeat,. Au fil des ans, il occupe différents postes. Il fait également des émissions pour Radio Bremen, Deutschlandfunk, DT64 et des reportages pour Arte. Il écrit également une chronique musicale pour le journal hebdomadaire Freitag (« Vendredi »). Actuellement, il diffuse l'émission Nachtclub (« nightclub ») qui est diffusée de 2003 à 2020 sur NDR Info les samedis de 0 h 05 à 2 h 00 et qui part en 2021 sur NDR Blue les jeudis à 21h00. Un des magasins de disques les plus importants pour son émission Musik für junge Leute (« Musique pour les jeunes ») était l'ancien magasin unterm durchschnitt (de) situé à Hambourg, qui n'existe plus aujourd'hui.
Baskerville est marié et a une fille nommée Emely. Il vit à Hambourg.
L'émission de Baskerville, Musik für junge Leute (« musique pour les jeunes »), a été un temps soupçonnée d’être celle à partir de laquelle un adolescent allemand a enregistré une chanson new wave non identifiée entre 1982 et 1984 qui est devenue un phénomène viral sur Internet, surnommé La Chanson la plus mystérieuse d'Internet,,. Il est soupçonné qu'il s'agissait d'un enregistrement démo diffusé une seule fois par un animateur de NDR avant d'être écarté, et Baskerville a par la suite été exclu de cette hypothèse.